# Rujnik
Rujnik (cyr. Рујник) – wieś w Serbii, w okręgu niszawskim, w mieście Nisz. W 2011 roku liczyła 490 mieszkańców.